# Fabio Schiochet
Fabio Luiz Schiochet Filho (Jaraguá do Sul, 31 de maio de 1988) é um empresário e político brasileiro filiado ao União Brasil (UNIÃO).
Nas eleições de 7 de outubro de 2018 foi eleito deputado federal de Santa Catarina na 56ª legislatura, com 87.345 votos, pelo Partido Social Liberal (PSL). Schiochet tornou-se o deputado federal eleito mais jovem da história do estado de Santa Catarina.[carece de fontes?]
Após três meses exercendo mandato, foi indicado pelo presidente de seu partido Luciano Bivar e escolhido pelo presidente da Câmara dos Deputados Rodrigo Maia para ocupar o cargo de Secretário da SECOM (Secretaria de Comunicação Social da Câmara dos Deputados), pelo biênio de 2019-20.  Com a nomeação, Fabio Schiochet também se torna o secretário da SECOM mais jovem da história do Brasil.[carece de fontes?]
Em 2019, Fabio Schiochet se tornou presidente estadual do PSL em Santa Catarina.[carece de fontes?]
Em 2022, Schiochet foi indicado pelo União Brasil para concorrer à presidência da Comissão de Minas e Energia da Câmara dos Deputados. Em 27 de abril, foi eleito por unanimidade, se tornando o presidente mais jovem da história de uma comissão do Congresso Nacional.[carece de fontes?]
Nas eleições de 2022, foi reconduzido ao cargo para um segundo mandato na Câmara dos Deputados.
Em 2024, Fabio Schiochet é eleito para a presidência da Comissão de Defesa do Consumidor.
Em maio de 2025, Schiochet teve seu nome indicado pelo partido para presidir o Conselho de Ética e Decoro Parlamentar da Câmara dos Deputados, tornando-se o primeiro parlamentar catarinense a ocupar a presidência do colegiado.